# Église Saint-Hilaire de Niort
L'église Saint-Hilaire est une église catholique de Niort dans les Deux-Sèvres. Dédiée à saint Hilaire, apôtre de la région et docteur de l'Église, elle dépend pour le culte du diocèse de Poitiers et fait partie de la paroisse Saint-Pierre-et-Saint-Paul de Niort. L'église est de style romano-byzantin et domine tout le quartier de la Brèche.

## Histoire

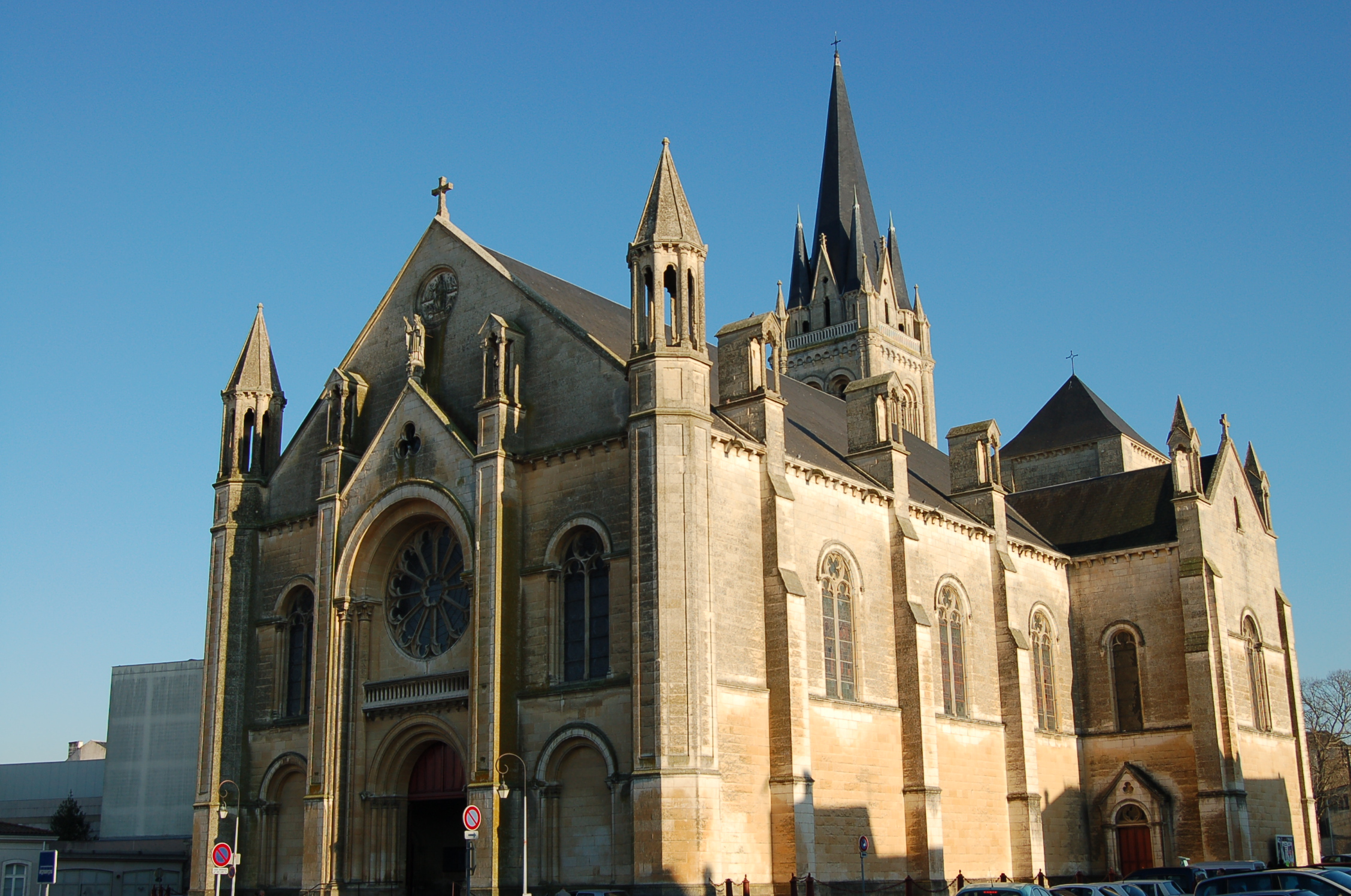
Vue de l'église.

L’église Saint-Hilaire est édifiée à la demande de l'évêque de Poitiers, Louis-Édouard Pie, lorsque le quartier de la Brèche s'agrandit grâce à l'aménagement en 1856 de la gare de chemin de fer et lorsque le lycée Fontanes est construit. La moitié du financement est offerte par Napoléon III lui-même et l'autre moitié versée par la municipalité de Niort, le maire Paul-François Proust en étant un ardent promoteur. Les travaux commencent en 1862 et sont terminés en 1866. L'église est consacrée en 1868.
L'église Saint-Hilaire est inscrite aux monuments historiques par arrêté en 2015.

## Description

### Extérieur

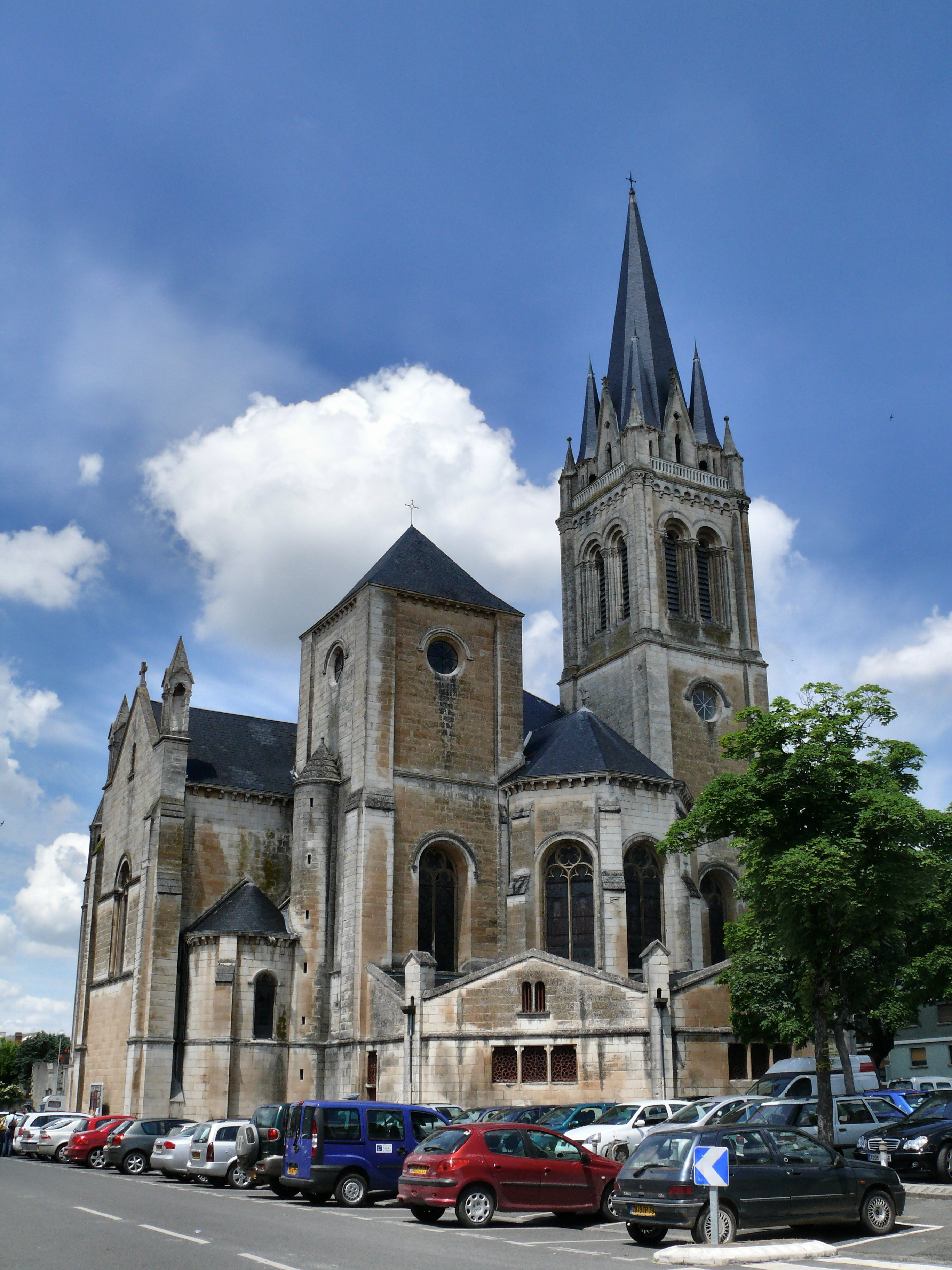
Chevet et clocher.

L'église est édifiée en style romano-byzantin d'après les dessins de Segretain (auteur de la gare et de l'église Saint-André de Niort). Elle est en forme de croix latine selon un plan basilical, à trois nefs de hauteur égale. Le chevet est à chapelles ressortantes. La façade est très sobre avec trois portails en plein cintre flanqués de colonnes corinthiennes, les deux de côtés étant murés. Une rosace éclaire la façade au-dessus du portail principal et une baie aveugle se trouve au-dessus des autres portails murés. Le tympan et les voussures ne sont pas décorés. Sous le pignon au centre, on remarque le Christ dans un médaillon assis sur les nuées, l'Évangile sur les genoux, entouré des symboles des quatre évangélistes. Sur le pignon de l'avancée centrale, un peu plus bas, se dresse la statue de saint Hilaire dominant à gauche saint Ambroise (docteur de l'Église d'Occident) et à droite saint Athanase (docteur de l'Église d'Orient). La façade est flanquée de lanternons. Le clocher, qui s'élève à l'angle au nord-ouest du chevet, est surmonté d'une haute flèche. Il abrite trois cloches baptisées : Élisabeth, Isabelle et Hélène.

### Intérieur
Le vaisseau central est séparé des bas-côtés par de gros piliers tréflés ou quadrilobés, surmontés de chapiteaux d'ordre corinthien au décor différent.

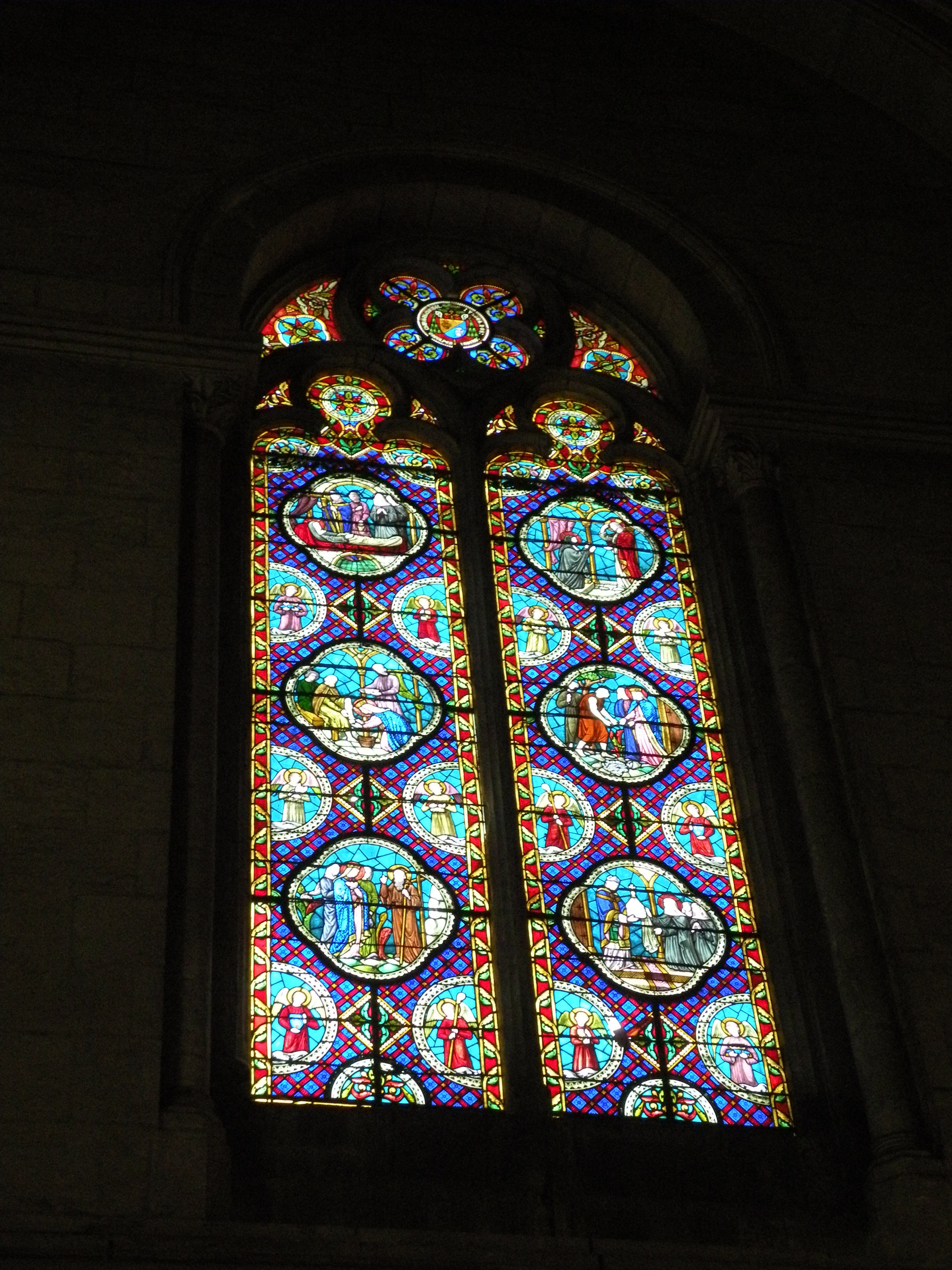
Vitrail de la vie de sainte Radegonde.

Le décor du baptistère à gauche de l'entrée est l'œuvre de Louis-Adolphe Lecoq d’Arpentigny, dans le style médiéval en vogue à l'époque. Les fonts baptismaux sont de forme octogonale (chiffre du baptême) et surmontés d'un couvercle en cuivre. Du côté nord, les chapelles sont consacrées à sainte Radegonde et à Notre-Dame du Rosaire ; et du côté sud à saint Joseph et au Saint Sacrement ; leur état fort négligé nécessiterait une restauration. Les vitraux sont de style médiéval, les plus remarquables — de la chapelle de la Vierge (dont les murs sur fond doré rappellent un décor byzantin) et de la chapelle Saint-Joseph — pastichent le style du XIIIe siècle. Ils datent de 1867. Pour un tiers d'entre eux, ils ont été choisis et financés par Louis-Édouard Pie. On remarque les saints locaux et celui du centre de l'abside dans une baie à triple lancette figure le Couronnement de la Vierge sur fond rouge, très original. Les vitraux sont issus des ateliers Dragant de Bordeaux et Lobin de Tours, certains médaillons datent de 1900. Le décor mural date de la fin du XIXe siècle. Parmi les fresques, l'on peut distinguer La Résurrection de Lazare dans le transept sud et La Libération de saint Pierre par l'ange dans le transept nord qui sont du pinceau de Louis Germain, peintre niortais élève de David, mais elles sont fort endommagées.
Le nouveau tabernacle date de 1968 (en forme de diamant…) et a été installé  dans le transept sud. Le chœur a été totalement dépouillé de son décor original à la suite d'interprétations radicales post-conciliaires dans les années 1970. Le maître-autel a été détruit et le mur peint en blanc, tandis qu'une moquette rouge a été posée. Les derniers travaux datent de 2004.

### Crypte
L'entrée de la crypte se trouve sous le chœur, mais son accès est interdit par manque de sécurité. Elle est destinée à la sépulture des curés de Saint-Hilaire, mais un seul y est enterré.